# Красногірка (Андрушківська сільська громада)
Красногі́рка (до 07.06.1946 року Хейлів) — село в Україні, у Житомирському районі Житомирської області. Входить до складу Андрушківської сільської громади. Населення становить 387 осіб.

## З історії
Колишній орган місцевого самоврядування — Красногірська сільська рада.

## Географія
Селом протікає річка Кам'янка.

## Відомі люди
- Шевчук Григорій Михайлович (нар. 8 лютого 1916) — український історик, співробітник Інституту історії АН УРСР (1965—1967), від 1968 року — професор, завідувач кафедри Київського інституту культури.